# Sebastian von Gartzen
Sebastian von Gartzen (ur. 11 stycznia 1993 roku) – niemiecki kierowca wyścigowy.

## Kariera
Gartzen rozpoczął karierę w wyścigach samochodowych w 2010 roku od startów w Austriackiej Formule Renault oraz w Północnoeuropejskiego Pucharu Formuły Renault 2.0 w klasie FR2000. Jedynie w serii austriackiej był klasyfikowany. Z dorobkiem 27 punktów uplasował się tam na 11 pozycji w klasyfikacji generalnej. W późniejszych latach pojawiał się także w stawce głównej serii Północnoeuropejskiego Pucharu Formuły Renault 2.0, Europejskiego Pucharu Formuły Renault 2.0 oraz Austriackiej Formuły 1600.

## Statystyki
| Sezon | Seria                                                  | Zespół            | Wyścigi | Zwycięstwa | PP | NO | Podium | Punkty | Pozycja |
| ----- | ------------------------------------------------------ | ----------------- | ------- | ---------- | -- | -- | ------ | ------ | ------- |
| 2010  | Austriacka Formuła Renault                             | SL Formula Racing | 2       | 0          | 1  | 0  | 2      | 27     | 11      |
| 2010  | Północnoeuropejski Puchar Formuły Renault 2.0 - FR2000 | SL Formula Racing | 2       | 0          | 0  | 0  | 0      | 0      | NS      |
| 2011  | Północnoeuropejski Puchar Formuły Renault 2.0          | SL Formula Racing | 16      | 0          | 0  | 0  | 0      | 92     | 15      |
| 2011  | Europejski Puchar Formuły Renault 2.0                  | SL Formula Racing | 2       | 0          | 0  | 0  | 0      | 0      | NS†     |
| 2012  | Austriacka Formuła 1600                                | HS Engineering    | 2       | 0          |    |    | 1      | 0      | NS†     |

† – Gartzen nie był zaliczany do klasyfikacji.